# Антелю
Антелю́ (фр. Anthelupt) — коммуна во французском департаменте Мёрт и Мозель региона Лотарингия. Относится к  кантону Люневиль-Нор.	

## География
Антелю расположен в 20 км к юго-востоку от Нанси, между Нанси и Люневилем. Соседние коммуны: Мекс на северо-востоке, Дёвиль и Витримон на востоке, Люневиль на юго-востоке, Юдивиллер на западе, Фленваль на северо-западе.

## История
- Следы галло-романской культуры.

## Демография
Население коммуны на 2010 год составляло 447 человек.
| 1962 | 1968 | 1975 | 1982 | 1990 | 1999 | 2010 |
| ---- | ---- | ---- | ---- | ---- | ---- | ---- |
| 301  | 295  | 294  | 392  | 406  | 427  | 447  |